# Zofia Woźnicka
Zofia Woźnicka, ps. „Emilia Cassa-Kasicka” (ur. 23 listopada 1924 w Warszawie, zm. 29 listopada 1986 w Londynie) – polska krytyczka literacka żydowskiego pochodzenia, autorka książek dla dzieci, powieści biograficznych, kryminalnych i tłumaczka literatury francuskiej. 
Siostra bliźniaczka Ludwiki Woźnickiej. Urodziła się jako Zofia Wicher, córka Henryka Wichra (Nojfelda) i Marii Feilchenfeld. Podczas II wojny światowej, wraz z siostrą, była ukrywana przez dr Felicję Felhorską. Następnie została wywieziona na roboty do Niemiec. Do Polski wróciła w lipcu 1946. W 1952 ukończyła polonistykę i romanistykę na Wydziale Filologicznym Uniwersytetu Warszawskiego. W tym roku zadebiutowała w czasopiśmie „Po prostu” i została członkiem Związku Literatów Polskich.
Przyjaźniła się od studiów z Jadwigą z Jasiewiczów Kaczyńską, w 1951 została matką chrzestną Lecha Kaczyńskiego. Zmarła w Londynie śmiercią samobójczą (trzy lata wcześniej samobójstwo popełniła jej siostra bliźniaczka Ludwika – obie, wspólnie zamieszkując, miały wieloletnie zaburzenia psychiczne o charakterze urojeniowo-prześladowczym, obie wyskoczyły z okien w mieszkaniach cudzych osób).

## Wybrana twórczość
- 1985: Było takie lato
- 1975: Krysia
- 1969: Londyn i ja
- 1971: Olek i wielka wyprawa
- 1979: Paryskie stypendium
- 1983: Problem kreacji i reprodukcji w filmie
- 1980: Skalista kraina Katalonii
- 1972: Wielka heca z gitarą
- 1974: Zaproszenie

### Powieści kryminalne (jako Emilia Cassa-Kasicka)
- 1960: Piana na fali (seria Labirynt)
- 1963: Kindżał z Magirota (seria Klub Srebrnego Klucza)
- 1970: Krzyk w nocy (seria Ewa wzywa 07)
- 2015: Z piątku na sobotę (Seria z Warszawą)
- 2016: Pierwsze morderstwo (Seria z Warszawą)